# Kapelle Dobritz

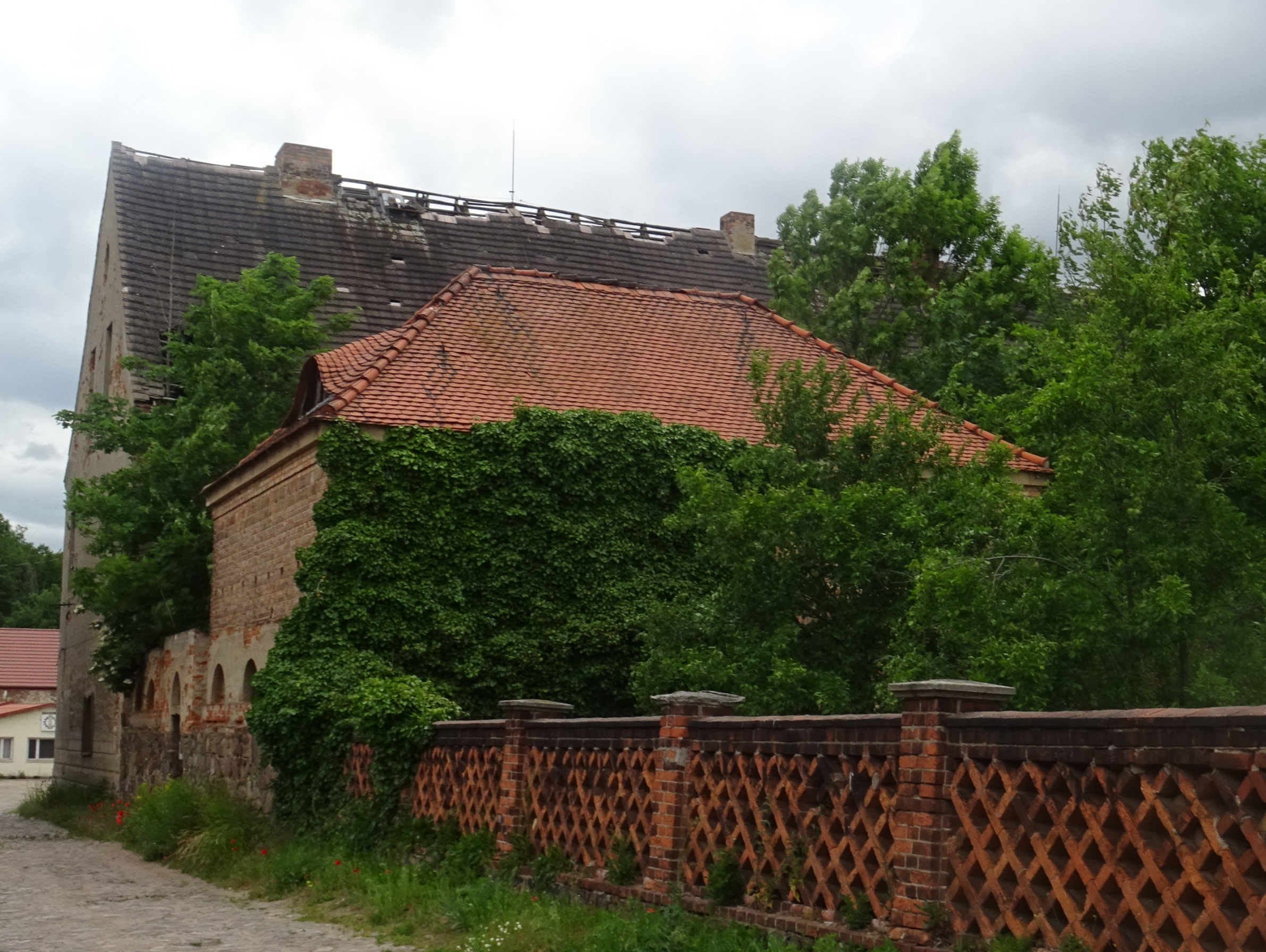
Ehemalige Kapelle in Dobritz

Die Kapelle Dobritz ist eine denkmalgeschützte Kapelle im Ortsteil Dobritz der Stadt Zerbst in Sachsen-Anhalt. Im örtlichen Denkmalverzeichnis ist das Gebäude unter der Erfassungsnummer 094 716990 als Baudenkmal verzeichnet.
Bei dem Gebäude handelt es sich um eine ehemalige Gruftkapelle des Ritterguts und wurde aus Ziegelsteinen errichtet. Ursprünglich handelte es sich um ein rechteckiges Gebäude mit einem Satteldach mit einem gemauerten Sockel aus Feldsteinen und einem kleinen Keller aus dem frühen 19. Jahrhundert. Aufgrund von Umbauarbeiten zu einem Wohnhaus in den späten 1930er Jahren hat das heutige Gebäude einen quadratischen Grundriss und ein Walmdach. Trotz des Umbaus ist der Kapellenraum unverändert erhalten geblieben. Das Gebäude befindet sich an der Zufahrt zum alten Rittergut, Wiesenweg, auf der rechten Seite und wurde 2017 unter Denkmalschutz gestellt.